# 10686 Kaluna
10686 Kaluna eller 1980 VX2 är en asteroid i huvudbältet som upptäcktes den 1 november 1980 av den amerikanska astronomen Schelte J. Bus vid Palomar-observatoriet. Den är uppkallad efter Heather Kaluna.
Asteroiden har en diameter på ungefär 7 kilometer.